# Distretto di Fatsa
Il distretto di Fatsa (in turco Fatsa ilçesi) è uno dei distretti della provincia di Ordu, in Turchia.